# جمعية دالاس فورت وورث لنقاد السينما
جمعية دالاس فورت وورث لنقاد السينما (بالإنجليزية: Dallas–Fort Worth Film Critics Association) (DFWFCA) وهي منظمة تضم 31 صحفيًا في المطبوعات، والراديو، والتلفزيون، والإنترنت من منشورات مقرها دالاس فورت وورث. من بين الأعضاء الحاليين روبرت ويلونسكي، وكريس فوغنار من صحيفة دالاس مورنينج نيوز، وبريستون بارتا من صحيفة دينتون ريكورد كرونيكل، وتشيس ويل من موقع فيلم ثرت، وبيتر مارتن من موقع تويتش فيلمز، وبيتر سيميك من مجلة دي.
تجتمع DFWFCA في ديسمبر من كل عام للتصويت على جوائز جمعية نقاد السينما في دالاس فورت وورث للأفلام التي تم إصدارها في نفس السنة التقويمية.
وصفت صحيفة ميامي هيرالد  في ديسمبر 2006، الجمعية بأنها «واحدة من أكثر الجهات الموثوقة في جائزة الأوسكار لأفضل فيلم».
تضم الجمعية 33 عضو على رأسهم مؤسس الجمعية فرانك سويتيك، ورئيس الجمعية تود جورجينسون، ونائبه أرنولد واين جونز.

## فئات الجائزة
أفضل فيلم / أفضل 10 أفلام لهذا العام / أفضل مخرج / أفضل ممثل / أفضل ممثلة / أفضل ممثل مساعد / أفضل ممثلة مساعدة / أفضل سيناريو / أفضل تصوير سينمائي / أفضل نوتة موسيقية / أفضل فيلم بلغة أجنبية / أفضل فيلم رسوم متحركة / أفضل فيلم وثائقي (2002) / جائزة راسل سميث.

## وصلات خارجية
https://dfwcritics.com/ جمعية دالاس فورت وورث لنقاد السينما
http://dfwcritics.com/members/ جمعية دالاس فورت وورث لنقاد السينما
https://www.imdb.com/event/ev0000201/2021/1/ جمعية دالاس فورت وورث لنقاد السينما
https://www.imdb.com/event/ev0000201/2019/1/ جمعية دالاس فورت وورث لنقاد السينما
https://www.imdb.com/event/ev0000201/2018/1/ جمعية دالاس فورت وورث لنقاد السينما
https://dbpedia.org/page/Dallas%E2%80%93Fort_Worth_Film_Critics_Association جمعية دالاس فورت وورث لنقاد السينما